# Гідравлічне вимивання порожнин
Гідравлі́чне вимива́ння порожни́н (рос. гидравлическое вымывание полостей, англ. hydraulic washing of cavities, нім. hydraulische Auswaschung f der Höhlen) — у гірництві — спосіб попередження раптових викидів при розкритті викидонебезпечних вугільних пластів та проведенні підготовчих виробок по вугіллю.